# Kriwodol-Gletscher
Der Kriwodol-Gletscher (bulgarisch ледник Криводол lednik Kriwodol) ist ein 3,8 km langer Gletscher auf Smith Island im Archipel der Südlichen Shetlandinseln. Er fließt von den Südosthängen der Imeon Range östlich und südöstlich des Antim Peak und südlich des Slatina Peak in südöstlicher Richtung zur Bransfieldstraße.
Bulgarische Wissenschaftler kartierten ihn 2008. Die bulgarische Kommission für Antarktische Geographische Namen benannte ihn im selben Jahr nach der Ortschaft Kriwodol im Nordwesten Bulgariens.